# Deniss Vasiļjevs
Deniss Vasiļjevs (Daugavpils, 9 augustus 1999) is een Lets kunstschaatser. Hij is zevenvoudig nationaal kampioen. In 2022 behaalde hij de bronzen medaille op de Europese kampioenschappen.

## Biografie
Vasiļjevs begon in 2002 met kunstschaatsen. Als kind was hij regelmatig ziek, waardoor zijn ouders wilden dat hij ging sporten zodat zijn gezondheid zou verbeteren. In eerste instantie overwogen ze om hun zoon te laten zwemmen, maar ze kozen uiteindelijk voor kunstschaatsen. Zijn rolmodellen zijn onder anderen Stéphane Lambiel, Daisuke Takahashi, Patrick Chan en Javier Fernández.

## Persoonlijke records
Behaald tijdens ISU-wedstrijden. 
|                     | punten | datum      | toernooi                  |
| ------------------- | ------ | ---------- | ------------------------- |
| Hoogste totaalscore | 272.08 | 14-01-2022 | Europese kampioenschappen |
| Hoogste korte kür   | 090.95 | 24-03-2022 | Wereldkampioenschappen    |
| Hoogste lange kür   | 181.84 | 14-01-2022 | Europese kampioenschappen |

## Belangrijke resultaten
| Kampioenschap                                     | 13/14 | 14/15 | 15/16    | 16/17         | 17/18         | 18/19         | 19/20         | 20/21         | 21/22         | 22/23         | 23/24         | 24/25         |
| ------------------------------------------------- | ----- | ----- | -------- | ------------- | ------------- | ------------- | ------------- | ------------- | ------------- | ------------- | ------------- | ------------- |
| Olympische Spelen                                 |       |       |          |               | 19e           |               |               |               | 13e           |               |               |               |
| Wereldkampioenschap                               |       |       | 14e      | 14e           | 6e            | 21e           | *             | 18e           | 13e           | 13e           | 7e            | 11e           |
| Europees kampioenschap                            |       |       | 12e      | 7e            | 4e            | 11e           | 6e            | *             | Brons         | 5e            | 6e            | 6e            |
| Nationaal kampioenschap                           |       |       | Goud     | Goud          | Goud          |               | Goud          |               |               | Goud          | Goud          | Goud          |
| Olympische Jeugdspelen                            |       |       | · (team) | geen deelname | geen deelname | geen deelname | geen deelname | geen deelname | geen deelname | geen deelname | geen deelname | geen deelname |
| WK junioren                                       | 8e    | 7e    | 8e       | geen deelname | geen deelname | geen deelname | geen deelname | geen deelname | geen deelname | geen deelname | geen deelname | geen deelname |
| NK junioren                                       | Goud  | Goud  |          | geen deelname | geen deelname | geen deelname | geen deelname | geen deelname | geen deelname | geen deelname | geen deelname | geen deelname |
| * Afgelast naar aanleiding van de coronapandemie. |       |       |          |               |               |               |               |               |               |               |               |               |

- Nationale Bibliotheek van Letland: 000258987
- Virtual International Authority File: 3209152502843810800001